# Alfa Romeo 164
Alfa Romeo 164 – samochód osobowy klasy średniej-wyższej produkowany przez włoską markę Alfa Romeo w latach 1987 – 1997.

## Historia i opis modelu

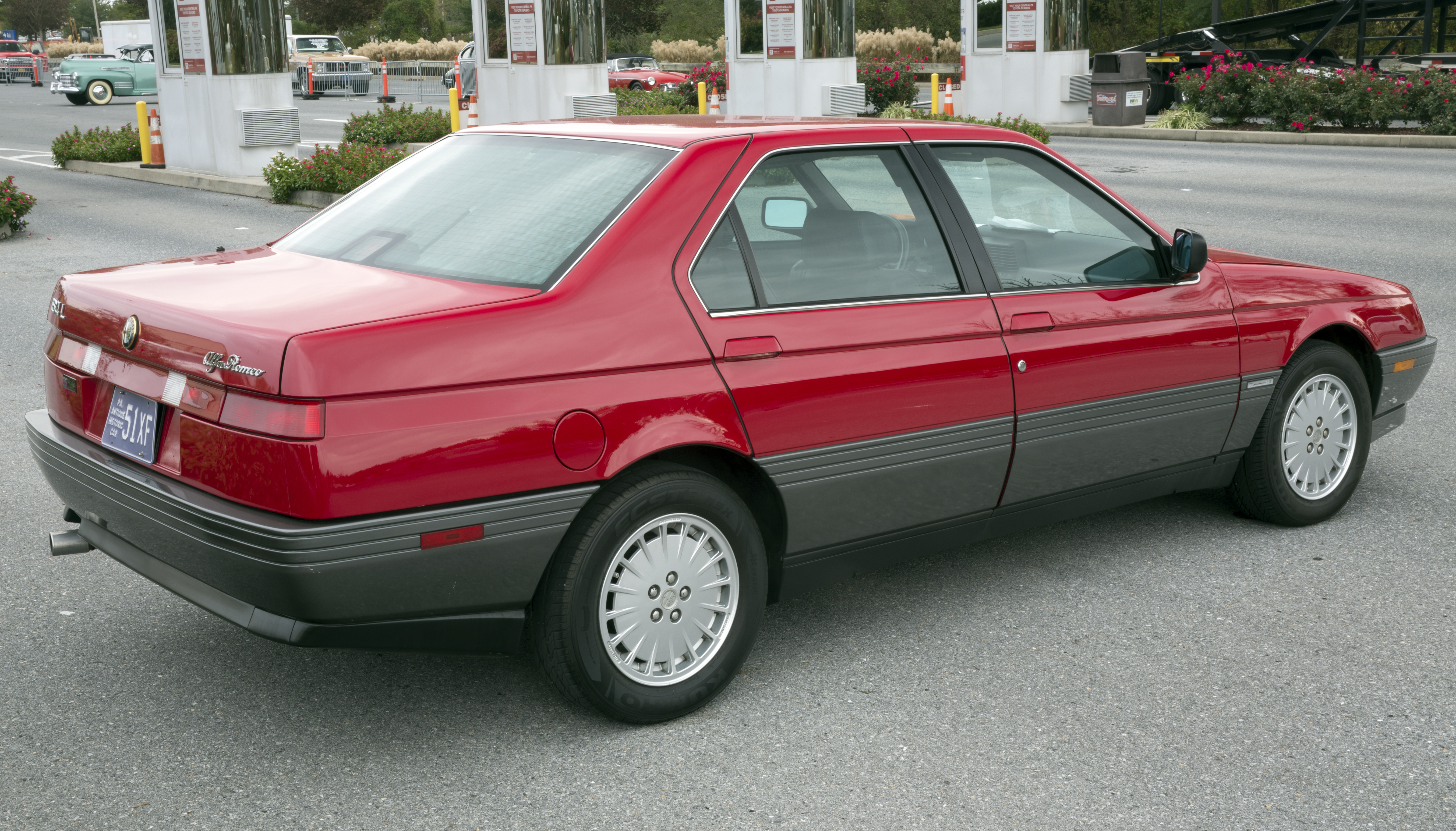
Alfa Romeo 164 - tył

Alfa Romeo 164 została zaprezentowana w 1987 roku z nadwoziem wystylizowanym przez Pininfarinę. Samochód ten jest wynikiem wspólnego projektu Fiata (model Croma), Lancii (Thema) i Saab-a (9000), w którym wszystkie te samochody wykorzystywały wspólną płytę podłogową. Należy pamiętać, że gotowe auto testowano już dużo wcześniej w Maroku gdzie okazało się, że silniki TS znoszą większe przebiegi i gorsze warunki niż silniki V6. Produkcja rozpoczęła się we wrześniu 1987 we włoskim Arese. Pojazd wykorzystywał silniki pochodzące od mniejszego modelu 75, a był to między innymi 4-cylindrowy wolnossący w pełni aluminiowy, 8-zaworowy Twin Spark, który posiadał zmienne fazy rozrządu, aluminiowy blok, aluminiową głowicę, hemisferyczne komory spalania, dwa wałki rozrządu umieszczone w głowicy, 8 świec zapłonowych i co najważniejsze - łańcuch rozrządu. Silnik, którego historia rozpoczęła się w latach 50. i swój żywot zakończyła w Alfie Romeo 164. 4-cylindrowy turbodoładowany silnik o pojemności 1995 cm³ o mocy maksymalnej 175 KM z koncernu Fiat (słynny DOHC Lampredi), który zastąpiony został w marcu 1991 przez silnik V6 (także 2.0 Turbo) o mocy 205 KM (Busso). W ofercie Alfy znalazła się także wersja 3.0 V6, 12-zaworowa o mocy 184 lub 200 KM w wersji QV. Gama silników modelu 164 nie składała się tylko z jednostek benzynowych, gdyż w sprzedaży znajdowała się wersja wysokoprężna – innowacyjny Turbodiesel o pojemności 2,5 litra i mocy 125 KM z elektronicznym wtryskiem paliwa i chłodzeniem powietrza doładowującego. Wówczas Alfa Romeo 164 2.5 TD była najszybszym autem osobowym z dieslem pod maską. 
W czerwcu 1990 roku (rok modelowy 1991) przeprowadzono pierwsze modernizacje poprawiając zawieszenie zespołu napędowego co zniwelowało szarpanie podczas ruszania oraz w tylnej części nadwozia na lampach białe paski zostały zastąpione czerwonymi. 
W październiku 1992 roku (rok modelowy 1993) samochód poddano kolejnym modernizacjom - wprowadzono nowe lampy soczewkowe, chromowane listwy wokół nadwozia, zmieniony wygląd konsoli środkowej i deski rozdzielczej, nowe sprężyny i amortyzatory, obniżono środek ciężkości, pojawił się ABS w standardzie, pakiet elektryczny przy silnikach 6-cylindrowych, nowy kształt boczków drzwi i foteli oraz wprowadzono 24-zaworową odmianę silnika 3.0 V6 o mocy 211 KM. Po tych zmianach zaczęto sprzedawać auto jako Alfa Romeo 164 Super. Jednocześnie do września 1995 roku produkowano wersję zubożoną z elementami z wersji Super (np wnętrze czy przednie lampy) ale bez listew chromowanych i ze starym wzorem zderzaków i nakładek na drzwi. Wersja "Super" wykorzystywała te same silniki, co podstawowy model, lecz o innych wariantach mocy (2.0 TS – 146 KM, 2.0 V6 – 205 KM)
Ostatni lifting Alfy Romeo 164 odbył się w październiku 1995 roku (rok modelowy 1996): dodano "złote listwy" ozdobne zastępując srebrne (w zależności od koloru nadwozia były 2 odcienie złotych listew), w opcji pojawiła się 4-ramienna drewniana kierownica z poduszką powietrzną i gałką zmiany biegów, usunięto schowki w tylnych boczkach drzwi, usunięto podświetlenie nóg kierowcy i pasażera. Alfa Romeo 164 Super produkowana była do czerwca 1997 r.
Alfa 164 QV 12V – specjalna wersja Quadrifoglio Verde, produkowana w latach 1990-1992, wyposażona w 3.0 V6 12V generujące 200 KM. W tej wersji pojawiło się zawieszenie z 2-stopniową elektryczną regulacją twardości (AUTO i SPORT).
Alfa 164 QV 24V – specjalna wersja Quadrifoglio Verde, produkowana w latach 1992-1997, wyposażona w 3.0 V6 24V generujące 234 KM. Wnętrze auta i przednie lampy pochodziły z wersji Super jednak zderzaki, listwy drzwi i nakładki na progi pozostały z wersji QV 12V.
Alfa 164 Q4 – produkowana od lutego 1994 roku, została wyposażona w stały napęd na cztery koła produkcji austriackiej firmy Steyr-Daimler-Puch kontrolowany elektronicznie. Model wykorzystywał najsilniejszą jednostkę – silnik 3.0 V6 24V o maksymalnej mocy wynoszącej 234 KM. Auto z zewnątrz można było rozróżnić od wersji QV poprzez emblemat Q4.
W Azji auto było oferowane pod nazwą Alfa Romeo 168.

### Dane techniczne
Silniki benzynowe:
| Silnik/Wersja               | Liczba cylindrów | Pojemność skokowa | Moc                                   | Moment obrotowy             | Lata produkcji  |
| --------------------------- | ---------------- | ----------------- | ------------------------------------- | --------------------------- | --------------- |
| 2.0 Twin Spark              | 4                | 1962 cm³          | 109 kW (148 PS) przy 5800/min         | 188 Nm                      | 09.1987–06.1990 |
| 2.0 Twin Spark Katalysator  | 4                | 1962 cm³          | 105 kW (143 PS) przy 5800/min         | 186 Nm                      | 12.1987–06.1990 |
| 2.0 Twin Spark              | 4                | 1962 cm³          | 106 kW (144 PS) przy 5800/min         | 187 Nm                      | 09.1991–09.1992 |
| Super TS (2.0)              | 4                | 1995 cm³          | 107 kW (146 PS) przy 5800/min         | 193 Nm                      | 10.1992–06.1997 |
| Turbo (2.0)                 | 4                | 1995 cm³          | 129 kW (175 PS) przy 5250/min         | 265 Nm (z Overboost 284 Nm) | 09.1987–12.1990 |
| 2.0 V6 Turbo                | 6                | 1996 cm³          | 150–155 kW (204–211 PS) przy 6000/min | 280 Nm (z Overboost 300 Nm) | 03.1991–09.1992 |
| Super V6 TB                 | 6                | 1996 cm³          | 151 kW (205 PS) przy 6000/min         | 295 Nm                      | 10.1992–06.1997 |
| 3.0 V6                      | 6                | 2959 cm³          | 141 kW (192 PS) przy 5600/min         | 245 Nm                      | 11.1987–09.1991 |
| 3.0 V6 Katalysator          | 6                | 2959 cm³          | 135 kW (184 PS) przy 5600/min         | 261 Nm                      | 11.1987–09.1992 |
| 3.0 V6                      | 6                | 2959 cm³          | 135 kW (184 PS) przy 5600/min         | 259 Nm                      | 10.1992–06.1994 |
| 3.0 Super V6                | 6                | 2959 cm³          | 132 kW (180 PS) przy 5600/min         | 252 Nm                      | 06.1994–06.1997 |
| Super V6 24V                | 6                | 2959 cm³          | 155 kW (211 PS) przy 6300/min         | 266 Nm                      | 10.1992–06.1997 |
| Quadrifoglio Verde (3.0 V6) | 6                | 2959 cm³          | 147 kW (200 PS) przy 5800/min         | 269 Nm                      | 09.1990–09.1992 |
| QV (3.0 V6 24V)             | 6                | 2959 cm³          | 171 kW (232 PS) przy 6300/min         | 284 Nm                      | 10.1992–06.1997 |
| Q4 (3.0 V6 24V)             | 6                | 2959 cm³          | 171 kW (232 PS) przy 6300/min         | 284 Nm                      | 02.1994–06.1997 |

Silniki Diesla:
| Silnik/Wersja          | Liczba cylindrów | Pojemność skokowa | Moc                          | Moment obrotowy | Lata produkcji  |
| ---------------------- | ---------------- | ----------------- | ---------------------------- | --------------- | --------------- |
| 2.5 Turbodiesel        | 4                | 2499 cm³          | 86 kW (117 PS) przy 4200/min | 258 Nm          | 09.1987–09.1992 |
| 2.5 TD                 | 4                | 2499 cm³          | 92 kW (125 PS) przy 4200/min | 294 Nm          | 10.1992–02.1994 |
| Super TD               | 4                | 2499 cm³          | 92 kW (125 PS) przy 4200/min | 294 Nm          | 02.1994–06.1997 |
| Super TD (Katalysator) | 4                | 2499 cm³          | 92 kW (125 PS) przy 4200/min | 288 Nm          | 02.1994–06.1997 |

Wszystkie silniki Diesla w Alfie Romeo 164 pochodziły z włoskiej fabryki VM Motori S.p.A. 